# Instytut Prawa Rosyjskiej Akademii Nauk

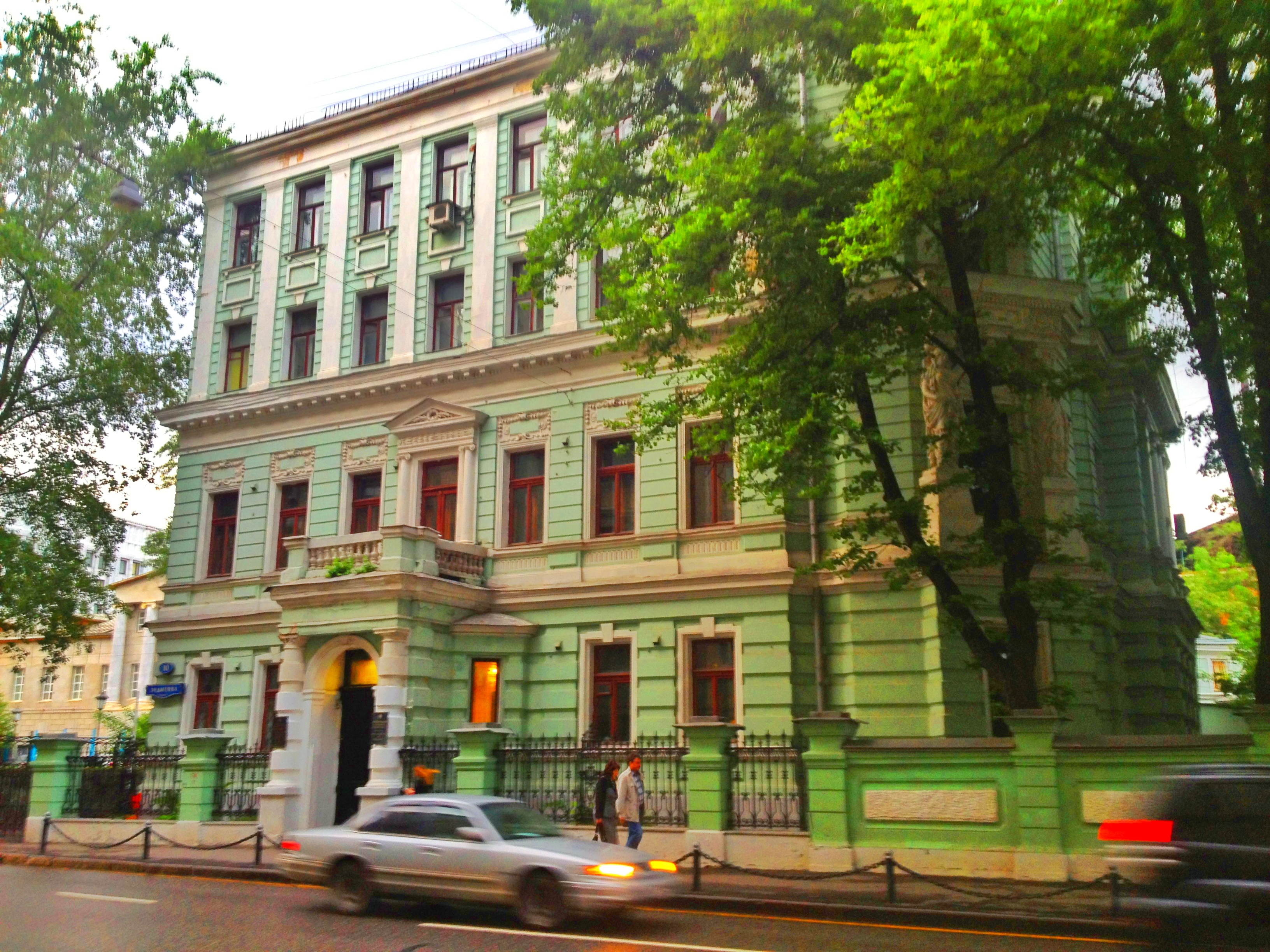
Instytut Prawa Rosyjskiej Akademii Nauk w Moskwie, Federacja Rosyjska.

Instytut Prawa Rosyjskiej Akademii Nauk (ros. Институт государства и права РАН ИГП РАН) – rosyjski instytut naukowy w Moskwie przynależny do Rosyjskiej Akademii Nauk. 
Powstał w 1925 roku.
Instytut Prawa jest największym ośrodkiem naukowym zajmującym się prawem w Federacji Rosyjskiej. Zatrudnia 350 pracowników.
Wraz z edyktem Prezydium ZSRR z dnia 16.04.1975, Instytut Prawa otrzymał Order Czerwonego Sztandaru Pracy za pełnione usługi dla rozwoju nauk prawnych i szkolenia wysoko wykwalifikowanej prawniczej kadry naukowej. Następnie dekretem Prezydenta Federacji Rosyjskiej z 12.03.1994 (nr 2174) powierzył Instytutowi Prawa Analityczne Centrum Polityki Prawnej Prezydenta Federacji Rosyjskiej.

## Badania
Instytut prowadzi obecnie podstawowe i stosowane badania w teorii zarządzania i prawa, badania mechanizmów i tendencji w tworzeniu prawa, stosowanie prawa i jego egzekwowania; bierze udział w opracowywaniu prawodawstwa, a także pomaga we wzmocnieniu wizerunku zawodu prawniczego.

## Znani pracownicy
- Jewgienij Paszukanis – Dyrektor Instytutu w latach 1925–1936,
- Andriej Wyszynski,
- Boris Nikołajewicz Topornin – członek Komisji Ekspertów ds. Zbrodni Katyńskiej.